# عبد الحي منشي الأسترآبادي
عبد الحي منشي الأسترآبادي (ت 907 هـ) كان خطاطًا مشهور في القرن التاسع الهجري اشتهر بالخط المعلق، ويعتبره البعض مخترع هذا الخط.
عاش عبد الحي في عهد السلطان أبي سعيد الجركاني، وكان سكرتير بلاطه. كما عمل ملحنًا في بلاط السلطان أوزون حسن والسلطان يعقوب الآق قويونلوي لفترة.
تُوفي في تبريز ودُفن في قبر يُعرف بـ(عبد الحية).

## الطلاب والأساتذة
كان عبد الحي منشي تلميذًا لجعفر التبريزي، المعروف بجعفر بايسنقري.
تلاميذه المشهورون هم الحاج علي منشي الأسترآبادي، وخواجة خان الطغرائي القزويني، والشيخ محمد التميمي، ومير محمد منشي القمي.

## الأعمال
تُوجد في مكتبة قصر طوب قابي في تركيا عدة قطع من مؤلفات عبد الحي منشي الأسترآبادي، معظمها بخط سسكويهانا وبعضها بخط التوقيعات، وواحدة منها مؤرخة بسنة 870 هـ.